# روبرت غرين (كاتب)
     لشخصية أخرى تحمل اسم روبرت غرين، طالع روبرت غرين (توضيح).

ولد روبرت غرين في 14 مايو 1959، وهو كاتب ومتحدث أمريكي اشتهر بكتبه حول النفوذ والاستراتيجيات والإغواء. ألّف خمسة كتب من أكثر الكتب مبيعاً وهي 48 قانونا للسلطة، فن الإغواء، 33 إستراتيجية للحرب، القانون الخمسون (مع 50 سنت) والإتقان

## النشاة
نشأ روبرت غرين في لوس أنجلوس ودرس في جامعة كاليفورنيا، بركلي، ثم أكمل دراسته في جامعة ويسكونسن-ماديسون وحصل منها على درجة البكالوريوس في الأدب الكلاسيكي.
قبل أن يصبح كاتباً، قدر غرين أنه عمل في 80 وظيفة بما في ذلك عامل بناء ومترجم ورئيس تحرير مجلة، وكاتب أفلام في هوليوود.

## عمله
عام 1995، عمل غرين ككاتب في فابريكا وهي مدرسة للفن والإعلام في إيطاليا، والتقى بمنتج كتب يدعى جوست إلفيرز. ألف غرين كتاباً عن السلطة لصالح إلفيرز وكتب عرضاً أصبح في نهاية المطاف 48 قانونا للسلطة. ويشير إلى أن هذه كانت نقطة التحول في حياته.
يعيش غرين في لوس أنجلوس مع صديقته منتجة الأفلام "أنّا بيلير"، يتحدث خمس لغات وهو يتعلم عن الديانة البوذية، كما أنه سبّاح ويهوى ركوب الدراجات في الجبال.

## كتبه
- 48 قانونا للسلطة
- فن الإغواء[11]
- 33 إستراتيجية للحرب[12]
- القانون الخمسون[13] (مع 50 سنت)
- الإتقان[14]
- قوانين الطبيعة البشرية
- القوانين اليومية

## روابط خارجية
- روبرت غرين على موقع ميوزك برينز (الإنجليزية)